# Craspedacusta sinensis
Craspedacusta sinensis är en nässeldjursart som beskrevs av Catherine V. Gaw och Giar-Ann Kung 1939. Craspedacusta sinensis ingår i släktet Craspedacusta och familjen Olindiasidae. Inga underarter finns listade i Catalogue of Life.